# Tragacantha agraniotii
Tragacantha agraniotii là một loài thực vật có hoa trong họ Đậu. Loài này được (Orphanides ex Boiss.) Kuntze miêu tả khoa học đầu tiên năm 1891.